# 台灣總工會
台灣總工會是一個位於臺灣的工會，成立於1948年2月24日，時名「臺灣省總工會」，後於2002年5月1日改為現名。

## 所屬工會
- 桃園縣總工會
- 新竹縣總工會
- 苗栗縣總工會
- 臺中直轄市總工會
- 彰化縣總工會
- 南投縣總工會
- 雲林縣總工會
- 嘉義縣總工會
- 大台南總工會
- 花蓮縣總工會
- 澎湖縣總工會
- 基隆市總工會
- 新竹市總工會
- 台中市總工會
- 嘉義市總工會
- 台南市總工會
- 台糖公司產業工會聯合會
- 台鹽公司企業工會聯合會
- 台灣省紡織染整業產業工會聯合會
- 台灣省電工器材業產業工會聯合會
- 中華民國營造業總工會
- 台灣省水電裝置業職業工會聯合會
- 台灣省糕餅業職業工會聯合會
- 台灣省計程車駕駛員職業工會聯合會
- 台灣省銀樓業職業工會聯合會
- 台灣省女子燙髮職業工會聯合會
- 台灣美容工會聯合總會
- 台灣省油漆業職業工會聯合會
- 台灣省汽車修理業職業工會聯合會
- 台灣省舊貨職業工會聯合會
- 台灣省不動產服務職業工會聯合會
- 台灣重機操作員職業工會聯合會
- 中華民國全國商港總工會
- 中華民國全國碼頭工會聯合會
- 台灣自來水公司產業工會
- 中華民國美容職業工會全國聯合會
- 桃園市職業總工會
- 中華民國鐵工業職業工會全國聯合總工會
- 中華民國機車修理業職業工會聯合會
- 中華民國外燴服務工作人員職業工會全國總工會
- 中華民國公寓大廈管理服務職業總工會
- 彰化縣職業總工會
- 台灣汽車服務業職業工會聯合會
- 屏東縣職業總工會

## 外部連結
- 台灣總工會 （页面存档备份，存于）